# Hymenektomie
Hymenektomie ist die medizinische Bezeichnung für eine chirurgische Entfernung des Hymens (Jungfernhäutchen). Im Falle eines Hymen imperforatus mit vollständigem Verschluss der Vaginalöffnung und einer Ansammlung von Menstruationsblut (Hämatokolpos) bezeichnet man den Eingriff auch als Hymenalspaltung. 
Um ein Abfließen des gestauten Menstruationsblutes zu ermöglichen, ist ein derartiger Eingriff medizinisch indiziert. Auch beim Hymen altus, bei dem der hintere Hymenalrand bis unter die Harnröhrenmündung reicht, ist die Hymenektomie notwendig. Bei einem sehr festen Hymen, welches keinen penetrativen Geschlechtsverkehr zulässt, oder selbst nach mehrmaligem Vaginalverkehr zu erheblichen Schmerzen (Dyspareunie) führt, ist eine Spaltung oder Entfernung des Hymens ebenfalls angezeigt. Davon abzugrenzen ist jedoch ein Vaginismus, bei dem die Entfernung des Hymens zu keinem Erfolg führt.
Die Hymenektomie ist ein kleiner Eingriff, der meist vom Gynäkologen in örtlicher Betäubung (Lokalanästhesie) ambulant durchgeführt werden kann.
Der Eingriff wird auch in der Tiermedizin durchgeführt, vor allem bei einer unvollständigen Rückbildung des Hymens bei Hündinnen, die allerdings sehr selten ist.